# 4851 Vodopʹyanova
4851 Vodopʹyanova è un asteroide della fascia principale. Scoperto nel 1976, presenta un'orbita caratterizzata da un semiasse maggiore pari a 2,6010563 UA e da un'eccentricità di 0,0611798, inclinata di 15,49177° rispetto all'eclittica.